# Oliver Doeme
Oliver Dashe Doeme (ur. 13 grudnia 1960 w Kwanoeng) – nigeryjski duchowny katolicki, biskup Maiduguri od 2009.

## Życiorys

### Prezbiterat
Święcenia kapłańskie przyjął 18 października 1997 i został inkardynowany do archidiecezji Jos (od 2007 był prezbiterem nowo powstałej diecezji Shendam). Po święceniach został rektorem niższego seminarium w Barkin Ladi, zaś w latach 1999-2006 był dyrektorem kolegium w Zawan. Od 2000 był też proboszczem parafii w Anguldi.

### Episkopat
6 czerwca 2009 papież Benedykt XVI biskupem ordynariuszem Maiduguri. Sakry biskupiej udzielił mu 13 sierpnia 2009 metropolita Jos - arcybiskup Ignatius Kaigama.